# آيت سعيد أو حسين (بومية)
آيت سعيد أو حسين هي إحدى مشيخات المملكة المغربية، تتبع جغرافيا لإقليم ميدلت وإداريًا لبومية. يقدر عدد سكانها بـ 1012 نسمة حسب الإحصاء الرسمي للسكان والسكنى لسنة 2004.